# (2132) Joukov
(2132) Joukov est un astéroïde de la ceinture principale.

## Description
(2132) Joukov est un astéroïde de la ceinture principale. Il fut découvert le 3 octobre 1975 à Nauchnyj par Lioudmila Tchernykh. Il présente une orbite caractérisée par un demi-grand axe de 2,78 UA, une excentricité de 0,08 et une inclinaison de 5,9° par rapport à l'écliptique.

## Nom
L'astéroïde a été nommé en mémoire de Gueorgui Konstantinovitch Joukov (1896-1974), maréchal de l'Union soviétique et chef d'état-major pendant la grande guerre patriotique (1941-1945).

## Compléments